# Bela Lugosi’s Dead
«Bela Lugosi’s Dead» (с англ. — «Бела Лугоши мёртв») — дебютный сингл британской группы Bauhaus, вышедший в августе 1979 года (по другим данным — 24 сентября 1979 года). Помимо одноимённой песни, сингл включал би-сайд «Boys»; на некоторых версиях пластинки на стороне B также записана демоверсия композиции «Dark Entries». В 1998 году перезаписанная версия песни «Bela Lugosi’s Dead» вышла в сборнике Crackle наряду с другими наиболее известными синглами группы; это единственный диск Bauhaus, на котором можно найти студийный вариант этой композиции.
Сингл «Bela Lugosi’s Dead» не попал в главные британские хит-парады, однако стал хитом независимых чартов и оказал определяющее воздействие на дальнейшее развитие современной музыки. Некоторые критики рассматривают эту запись как первый релиз в жанре готик-рок. Несмотря на то, что сами музыканты отнюдь не воспринимали песню и её содержание всерьёз, «Bela Lugosi’s Dead» приобрела огромную популярность среди представителей зарождавшейся в то время готической субкультуры, ещё сильнее возросшую после того, как композиция была исполнена в фильме ужасов «Голод».
В 2022 году журнал Rolling Stone опубликовал «Топ лучших песен в жанре готик-рок», в котором поставил песню на первое место.

## История создания
К моменту записи сингла участники Bauhaus играли вместе всего около двух месяцев. За это время, однако, они успели сочинить пять песен. Решив записать их, музыканты отправились на студию Beck Studios в Веллингборо, где 26 января 1979 года провели единственную сессию. «Bela Lugosi’s Dead» записывалась с одной попытки, экспромтом, без какой-либо предварительной подготовки — владелец студии Дерек Томпкинс только помог участникам группы настроить гитары. Любопытно, что в то время Питер Мёрфи, вокалист коллектива, совершенно не умел петь в техническом плане и до прихода в группу никогда нигде не выступал. Из пяти записанных в тот день песен одна («Some Faces») никогда не выпускалась, другая («Dark Entries») позже вышла отдельным синглом, ещё одна («Harry») впоследствии стала би-сайдом на пластинке «Kick in the Eye» 1981 года, а для дебютного релиза были выбраны «Bela Lugosi’s Dead» и «Boys». На некоторых изданиях сингла на стороне B также находится демоверсия «Dark Entries», не указанная в трек-листе.
Точная дата выпуска «Bela Lugosi’s Dead» остаётся неизвестной. Принято считать, что он состоялся в августе 1979 года, однако некоторые исследователи утверждают, что первый тираж был отпечатан только 24 сентября. Пластинка вышла на небольшом андеграундном лейбле Small Wonder Records тиражом в 5000 копий. Сингл не попал ни в один мейнстримовый хит-парад, однако неожиданно занял высокие позиции в независимых чартах, где держался ещё несколько лет. Успех песни способствовал заключению контракта между Bauhaus и звукозаписывающей компанией 4AD, а сама пластинка впоследствии неоднократно переиздавалась. Дебют музыкантов привлёк внимание известного диск-жокея Джона Пила, который пригласил группу на «Peel Session» в декабре 1979 года. Песня «Bela Lugosi’s Dead» также получила ротацию в его программе на BBC Radio 1 и вошла в число шестидесяти лучших композиций за 1981 год, заняв 52-е место.
Заглавная композиция впоследствии вышла в компиляции Crackle, изданной группой в 1998 году. Это единственный студийный диск коллектива, на котором можно найти песню; на нём она представлена в перезаписанной версии с лучшим звуком, нежели на оригинальном сингле. Концертный вариант композиции также вошёл в компиляцию 1979—1983 Volume One.

## Композиция и текст
Продолжительность «Bela Lugosi’s Dead» — более девяти минут, и началу вокальной партии предшествует длинное вступление, «скрипящие» звуки которого призваны создать у слушателя впечатление, будто кто-то пытается выбраться из гроба, а также, по мнению некоторых критиков, имитируют шум ветра. Как отмечает Нед Рэггетт, в основе заглавной композиции можно обнаружить элементы даба и регги, сочетающиеся с тяжёлым звучанием басовой партии и спокойным, размеренным ритмом ударных. Ритм-секция довольно проста — партия баса основана всего на трёх нотах, но в сочетании с «потрескивающей» перкуссией она формирует плотный, атмосферный звук. Однако по-настоящему неповторимое звучание песне придают «кружащиеся», резкие гитарные аккорды Эша и низкий, глубокий голос Мёрфи, благодаря которым «Bela Lugosi’s Dead» превращается в настоящий «маленький шедевр». В вокальной партии можно усмотреть следы влияния Джима Моррисона и Дэвида Боуи, тогда как гитарная мелодия, по мнению критика Дэйва Томпсона, напоминает замедленный рифф, ранее использовавшийся Гари Глиттером. Отдельные черты панк-рока всё ещё присутствуют в записи, проявляясь, в частности, в партиях электро- и бас-гитар, но уже не в чистом виде — темп значительно замедлен, а внимание музыкантов сконцентрировано на создании мрачной атмосферы, что нехарактерно для панка, — гитара скрипит, точно крышка гроба, басовые ноты похожи на гулкие шаги в пустом коридоре, а звуки ударных словно бы превращаются в шум крыльев летучих мышей.
White on white translucent black capes
Back on the rack
Bela Lugosi’s dead
The bats have left the bell tower
The victims have been bled
Red velvet lines the black box 
Bela Lugosi’s dead 
Undead, undead, undead
Текст песни написал бас-гитарист Дэвид Джей. В стихах, навеянных просмотром классических фильмов ужасов, обыгрывается образ Дракулы, созданный актёром Белой Лугоши. Связь с вампирской тематикой отчётливо проявляется в припеве, где сразу же после фразы Bela Lugosi’s Dead (с англ. — «Бела Лугоши мёртв») поётся Undead, undead, undead (игра слов: англ. undead переводится дословно как «не-мёртвый», приблизительным эквивалентом в русском является существительное нежить). Таким образом, в песне сливаются актёр и образ, реальное и сверхъестественное — Лугоши, игравший Дракулу, действительно «оказывается» вампиром. Сам Питер Мёрфи впоследствии говорил, что воспринимал текст скорее как пародию на фильмы ужасов, однако он всё же спел его так, что романтическая составляющая композиции ощущается намного сильнее иронической. По словам исследовательницы Джулии Фей, довольно незамысловатый текст песни заложил основу своеобразной традиции, которую позже развили другие готические группы.
Питер Мёрфи позже рассказывал о собственной интерпретации композиции:

«Bela Lugosi’s Dead» была очень ироничной песней, которая звучит предельно серьёзно, очень тяжело и довольно мрачно. Но суть песни, если вы углубитесь в неё, очень иронична: Бела Лугоши мёртв… Не-мёртв! — это же забавно. Нашей ошибкой было то, что мы исполняли песню с такой наивной серьёзностью! Именно это привело к тому, что публика стала видеть в ней нечто куда более значительное. Замысел, лежавший в основе [концертных] представлений, в конечном счёте заслонил содержащийся в песне юмор.
Оригинальный текст (англ.)«Bela Lugosi’s Dead» was a very tongue-in-cheek song, which sounds extremely serious, very heavyweight and quite dark. But the essence of the song, if you peel back the first layer, is very tongue-in-cheek: Bela Lugosi’s dead, undead — it’s hilarious. The mistake we made is that we performed the song with such naive seriousness! That’s what pushed the audience into seeing it as a much more serious thing. The intense intension going into the performance actually overshadowed the humor of it.
— Питер Мёрфи

## Обложка и концертные исполнения
Для обложки сингла музыканты выбрали выразительный кадр из кинофильма Дэвида Уорка Гриффита 1926 года «Скорбь Сатаны», экранизации одноимённого романа Марии Корелли. Продолжая эксплуатировать вампирскую тематику и образы из чёрно-белых фильмов ужасов, они нередко превращали исполнение песни на концертах в театрализованное действо — Питер Мёрфи в белом гриме и с подведёнными глазами появлялся из бутафорского гроба, изображая Дракулу. «Люди говорили, что это было очень демонично, тесно связано со смертью, театрально и производило сильное впечатление», — вспоминал сам вокалист годы спустя.

## Влияние на культуру
По сути, именно выход «Bela Lugosi’s Dead» положил начало развитию готической музыки. Кроме того, песня Bauhaus стала первым связующим звеном между зарождавшейся тогда готической субкультурой и «вампирской» эстетикой, косвенно повлияв, таким образом, на готическую моду и задав субкультурные стандарты на годы вперёд. Выход сингла оказался определяющим моментом: именно после этого события критики стали постоянно употреблять слово «готический» для описания зарождавшегося субкультурного течения, а термин «готик-рок», ранее лишь изредка использовавшийся по отношению к таким группам, как Joy Division, окончательно заменил такие жанровые дефиниции, как «минималистский панк», применявшиеся в музыкальной журналистике ранее. Всё, что имело отношение к песне, — от текста до обложки пластинки — окончательно укрепило связь между новым музыкальным течением и эстетикой фильмов ужасов, породив «классический готический стиль». Некоторые исследователи полагают, что композиция стала отправной точкой для развития своего рода поджанра — так называемой «вампирской музыки».
Театрализованные концертные выступления группы, на которых исполнялась «Bela Lugosi’s Dead», привлекли огромное количество поклонников, начавших одеваться и вести себя в том же духе, что и музыканты, — носить чёрное, обильно использовать чёрно-белый макияж, делать эксцентричные причёски. К 1981 году количество фанатов настолько возросло, что стало возможным говорить о формировании новой субкультуры. Питер Мёрфи вспоминал об ощущениях от одного из концертов 1981 года:

Шум был такой, словно на нас издали мчалось стадо… И мы тогда подумали: «О Господи, что же мы наделали!..»
Оригинальный текст (англ.)It was a noise like a distant stampede coming towards us… And we just thought, «My God! What have we done?..».
— Питер Мёрфи
Как отметила журналистка издания Stylus Magazine Мэллори О’Доннелл, Bauhaus действительно совершенно не намеревались создавать новый жанр — это видно хотя бы по би-сайду сингла, ничем не примечательной глэм-роковой песне «Boys» с шуточным текстом — и едва ли могли предвидеть, что их «забавная» композиция вдохновит впоследствии такие группы, как Nosferatu или London After Midnight.
Музыкальный журналист Дэйв Томпсон поставил композицию на 194-е место в своём рейтинге тысячи лучших рок-песен (англ. 1000 Songs that Rock Your World).

### Использование в кинофильмах
Возможно, наибольшую известность песне принёс фильм «Голод» режиссёра Тони Скотта, где в главных ролях снялись Дэвид Боуи и Катрин Денёв. Музыканты Bauhaus исполнили в картине камео: в начале фильма они представлены играющими «Bela Lugosi’s Dead» на концерте, куда в поисках новых жертв приходят вампиры — персонажи Боуи и Денёв. Во время звучания песни зрителю демонстрируются обрывки различных сцен, чередующиеся в неправильном хронологическом порядке; кульминация композиции совпадает со сценой убийства вампирами жертв; таким образом, «Bela Lugosi’s Dead» как бы обрамляет разрозненные начальные эпизоды. Несмотря на то, что «Голод» получил преимущественно негативные отзывы критиков, он приобрёл классический статус среди готов — отчасти благодаря появлению в нём Bauhaus, чья популярность ещё сильнее возросла после участия в съёмках. Во время проката «Голода» семидюймовая версия сингла распространялась в кинотеатрах, где шёл фильм.
Заглавная композиция также использовалась в нескольких других, менее известных картинах.
- Песня вошла в официальный саундтрек к триллеру «Кривая»[англ.] 1998 года.
- В низкобюджетном фильме ужасов 1998 года «Безобразная улыбка» композиция играет во время сцены в готическом баре.
- «Bela Lugosi’s Dead» можно услышать во французском фильме «Мрак»[англ.], номинировавшемся на премию «Золотой леопард».
- Композиция вошла в саундтрек к комедии «Удачи, Чак» 2007 года.
- В фильме ужасов «Коллекционер» 2009 года песня звучит в практически полной девятиминутной версии.
- Песня звучит в начале 18-го эпизода первого сезона сериала «Грань», получившего название «Полночь». Действие эпизода разворачивается вокруг женщины, заражённой вирусом вампиризма и разыскивающей свои будущие жертвы в ночном клубе, подобно героям «Голода»[36].
- Песня звучит в пятом эпизоде («Крепкий орешек сумерек») шестого сезона американского телесериала «Сверхъестественное».

### Кавер-версии
- Американская группа Morticia выпустила кавер-версию песни на своём альбоме 1991 года 13 Nightmares.
- Американская готик-рок-группа God’s Girlfriend в 1993 году записала кавер-версию композиции, вышедшую на альбоме Ritual Suicide Necrophiliac Blues[37].
- В 1996 году The Electric Hellfire Club переиграли песню в жанре индастриал-метал.
- Итальянская группа Opera IX, исполняющая симфонический блэк-метал, включила свою версию песни в альбом The Black Opera – Symphoniae Mysteriorum in Laudem Tenebrarum 2000 года.
- Ещё один вариант исполнения за авторством немецкой индастриал-группы XPQ-21 можно услышать на их альбоме 2000 года Belle Epoque, в трек-лист которого кавер вошёл в качестве бонус-трека.
- Чешская готик-рок-группа XIII.století выпустила кавер-версию песни под названием «Bela Lugosi Is Dead (I am Dracula)» на своём альбоме 2000 года Metropolis[38].
- Бразильский трэш-метал коллектив Sepultura выпустил собственный вариант композиции на диске Nation (2001) в качестве бонус-трека[39].
- Кавер-группа Nouvelle Vague в 2006 году записала укороченную (четырёхминутную) версию песни, которая вошла в альбом Bande à part и исполнялась музыкантами на концертах[39].
- Питер Мёрфи выступал совместно с индастриал-коллективом Nine Inch Nails во время турне 2006 года, где музыканты исполняли свой вариант «Bela Lugosi’s Dead» с его вокалом.
- В 2009 году испанский музыкант Txarly Usher использовал фрагмент вступления песни в своей композиции «Sin mirar atrás», выпущенной на альбоме Canciones Asesinas.
- В 2014 году песня была обработана в жанре синтипоп группой Chvrches. Композиция завершала фантастический кинофильм «Академия вампиров»[40].
- В 2017 году супергруппа Dead Cross во главе с Майком Паттоном выпустила композицию на своем первом одноимённом альбоме[источник не указан 2524 дня].
- В 2021 году американская дум-метал группа Frayle выпустила кавер песни[41].

### Пародии
- Билл Бэйли с 1995 года исполнял пародию на песню в попурри с другими популярными композициями восьмидесятых, значительно искажая текст. Запись его выступления вышла на DVD Cosmic Jam в 2005 году.
- Грег Гальцик[англ.] в 2002 году спародировал композицию, исполнив песню с изменённым текстом и под названием «Abe Vigoda’s Dead» (намёк на получившую широкую известность газетную утку, сообщавшую о смерти актёра Эйба Вигоды)[42].

## Участники записи
- Питер Мёрфи — вокал
- Дэниел Эш — электрогитара
- Дэвид Джей — бас-гитара, текст
- Кевин Хаскинс — ударные